# Lanark, Illinois
Lanark là một thành phố thuộc quận Carroll, tiểu bang Illinois, Hoa Kỳ. Năm 2010, dân số của thành phố này là 1457 người.

## Dân số
Dân số qua các năm:
- Năm 2000: 1584 người.
- Năm 2010: 1457 người.